# British Airways Limited
British Airways Limited — британська авіакомпанія, що працює на маршруті між лондонським аеропортом Лондон-Сіті та нью-йоркським міжнародним аеропортом імені Джона Кеннеді. Повністю належить флагманській авіакомпанії країни British Airways і була створена нею в 2011 році для здійснення комерційних перевезень в рамках угоди «Про відкрите небо між Великою Британією та США».

## Операційна діяльність
Авіакомпанія виконує регулярні рейси між аеропортом "Лондон-Сіті" і міжнародним аеропортом імені Джона Кеннеді двічі в день по робочим і один раз в день по вихідним дням. На шляху слідування з Британії в Америку здійснюється проміжна посадка в аеропорту Шаннон, де проводиться дозаправлення повітряних суден. Пасажири, що летять із Лондона в Нью-Йорк проходять в Шанноні митний огляд, тому борт прибуває в міжнародний аеропорт імені Джона Кеннеді в зону внутрішніх авіаліній. Пасажири, що летять з Нью-Йорка в Лондон, проходять митні процедури в аеропорту відправлення.

## Флот

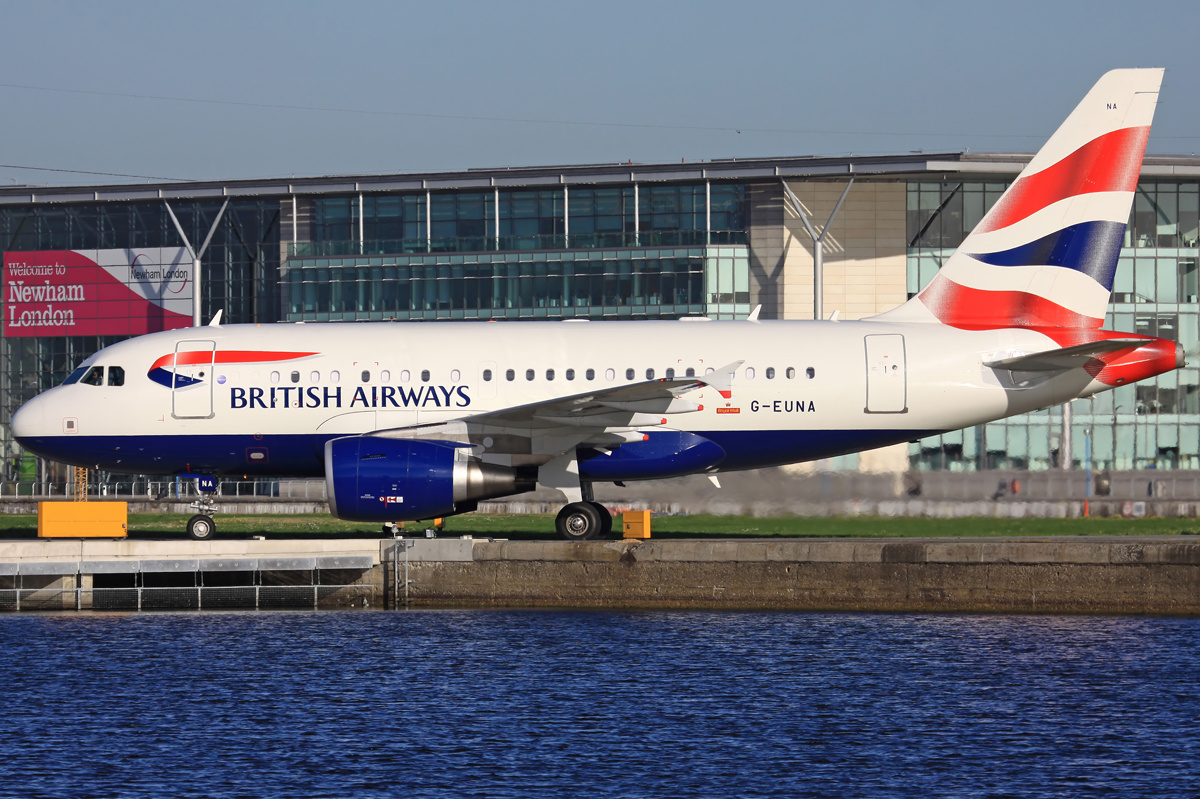
Airbus A318 авіакомпанії British Airways Limited в аеропорту Лондон-Сіті

British Airways Limited експлуатує два літаки Airbus A318-100, взяті в мокрий лізинг у British Airways. Обидва лайнери мають салони бізнес-класу на 32 пасажирських місця.

## Партнерські угоди
British Airways Limited має код-шерінгові угоди з авіакомпаніями American Airlines і Iberia Airlines.